# 尚贝里美术博物馆
尚贝里美术博物馆（法语：Musée des beaux-arts de Chambéry）是法国奥弗涅-罗讷-阿尔卑斯大区萨瓦省省会尚贝里的一座艺术博物馆。

## 历史
1783年，在市政厅的一间房间收藏艺术品。收藏在19世纪增加，赫克托·加里奥德男爵（1803–1883 年）在 1863 年至 1878 年之间为该镇提供了 104 幅画作。他去世时，又遗赠了140件作品。条件是必须收藏在一个博物馆里。市政府指派建筑师弗朗索瓦·佩拉兹将城门口的旧粮仓改造成新博物馆。1860年，尚贝里人应邀到这栋建筑的底楼，讨论法国吞并萨沃伊（都灵条约）。 图书馆于1889年7月14日落成，以庆祝法国大革命中部门成立100周年。
1905年，博物馆买下了夏尔梅特，这是让-雅克·卢梭青年时期的家园。1911年，萨伏依博物馆（Musée Savoisien）在主教宫建立。图书馆于1992年搬迁，为展出藏品提供更多空间。市政府决定对博物馆进行翻修，经过翻修的博物馆于2012年3月开放，2012年11月23日正式开放。

## 收藏
收藏品主要是14至18世纪的意大利古典绘画。它是法国收藏意大利作品最丰富的博物馆之一，涵盖威尼斯、佛罗伦萨、那不勒斯和锡耶纳各大画派，这可以用位于法国和意大利之间的萨沃伊的历史来解释。这里有十四世纪锡耶纳艺术家巴托洛·迪·弗雷迪的杰出的天主圣三祭坛画，还有大量风格主义、卡拉瓦乔画派和巴洛克。其中来自佛罗伦萨的艺术占多数，包括多梅尼科·迪·米切利诺的《基督受难》，和保罗·乌切洛著名的《年轻人的肖像》，以及桑蒂·迪蒂托和里多尔福·吉兰达奥的一些作品。此外，这里还收藏了大量法国古典主义作品，和一些19世纪的山地风景画。还有一个大的开放空间，用于临时展览。

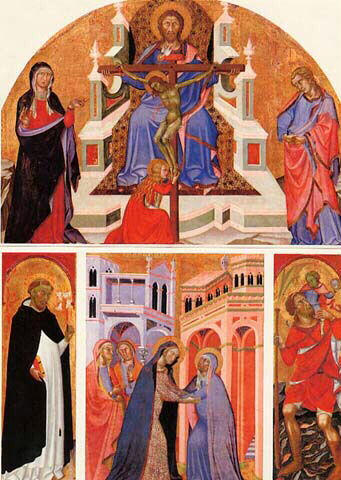
巴托洛·迪·弗雷迪：天主圣三祭坛画
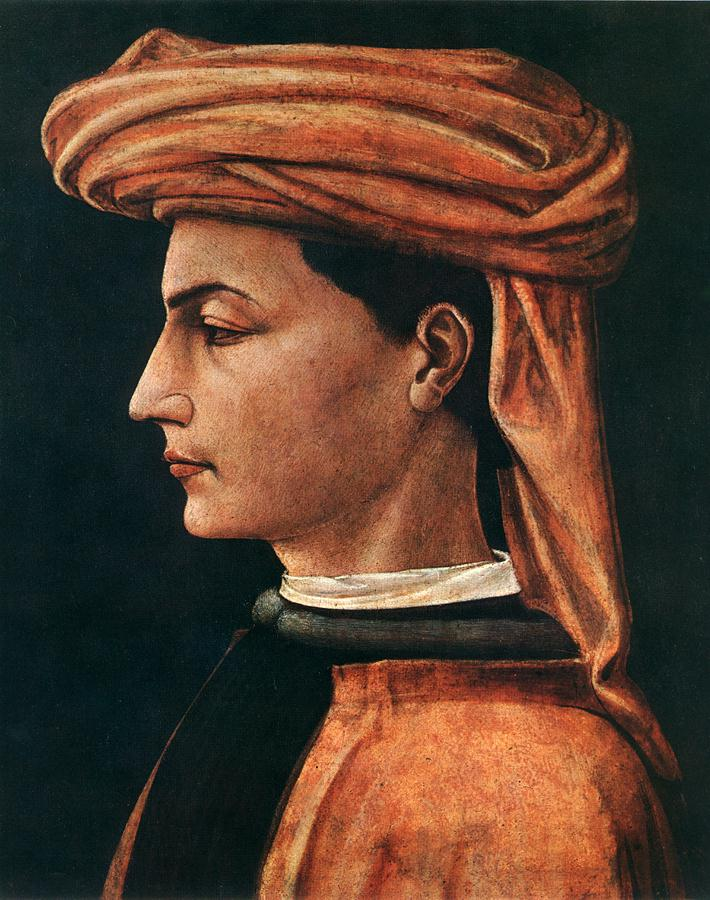
保罗·乌切洛《年轻人的肖像》
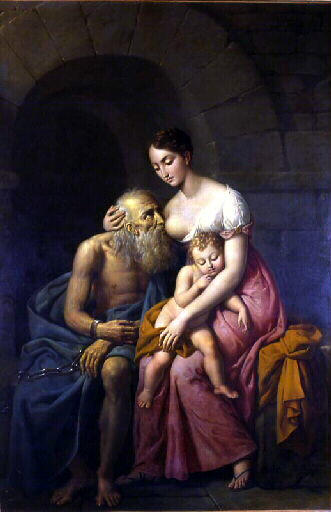